# Kleine geelkorst
De kleine geelkorst (Candelariella aurella) is een korstmos uit de familie Candelariaceae. Het is een korstvormige, steenbewonende soort met gele apotheciën. Hij kan ook voorkomen op boomschors en hout. Hij leeft samen met een chlorococcoïde alg.

## Kenmerken
Het thallus is korrelig, zeer dun tot afwezig. De kleur is grijzig. Apotheciën hebben een diameter van 0,2-0,7(1,5) mm, zijn talrijk en verspreid over de thallus, met een platte, later bolvormige schijf van lichtgeel of roestkleurig met een egale of gescheurde rand. 
De asci zijn 8-sporig. De ascosporen zijn vaak 2-cellig, ellipsvormig en meten 10-18 × 5-6nbsp;µm.
Kan verward worden met Caloplaca-soorten die vrijwel allemaal apotheciën hebben met een oranje tint.

## Ecologie
Algemeen op hoofdzakelijk horizontale, kalkhoudende oppervlakken, vooral beton, cement en kalksteen. Hij is bekend van basische steen, basalt, kalksteen en graniet. Ook epifytisch op bastwonden van o.a. iep, es, esdoorn, wilg en linde. Ook op geëutrofieerde schors en hardhoutsoorten.

## Verspreiding
Het is een wijdverspreide soort in vlakke landschappen, bekend in Eurazië, Noord-Afrika, Groenland, Noord- en Midden-Amerika (Sonorawoestijn in Arizona, Californië en Baja California).
In Nederland komt de kleine geelkorst vrij algemeen voor.